# Calle Westergren
Carl (Calle) Oscar Westergren (ur. 13 października 1895 w Malmö, zm. 5 sierpnia 1958 tamże) – szwedzki zapaśnik. Trzykrotny złoty medalista olimpijski.
Walczył w obu stylach, jednak większe sukcesy odnosił w klasycznym. Pierwszy złoty medal olimpijski zdobył w Antwerpii w 1920. Cztery lata później ponownie zwyciężył w stylu klasycznym, brał również udział w rywalizacji w stylu wolnym (czwarte miejsce). Nie zdobył medalu na IO 28, jednak w 1932 w Los Angeles wywalczył swój trzeci złoty krążek olimpijski, w wieku 36 lat. Wielokrotnie był mistrzem Szwecji i Europy. 

## Starty olimpijskie
Antwerpia 1920
- styl klasyczny do 75 kg - złoto

Paryż 1924
- styl klasyczny do 82,5 kg - złoto

Los Angeles 1932
- styl klasyczny powyżej 87 kg - złoto